# Gnidia microcephala
Gnidia microcephala är en tibastväxtart som beskrevs av Carl Daniel Friedrich Meisner. Gnidia microcephala ingår i släktet Gnidia och familjen tibastväxter. Inga underarter finns listade i Catalogue of Life.